# Un cadáver en la biblioteca
Un cadáver en la biblioteca (título original en inglés: The Body in the Library) es una novela de ficción detectivesca de la escritora británica Agatha Christie, publicada originalmente en Reino Unido por Collins Crime Club y en Estados Unidos por Dodd, Mead and Company en 1942.

## Argumento
El coronel Bantry disfruta apaciblemente su retiro en St. Mary Mead, junto con su esposa Dorothy. Una mañana, su doncella rompe la tranquilidad cotidiana con una noticia insólita y escalofriante: "Señora, hay un cadáver en la biblioteca". La muchacha muerta es una joven que ha sido estrangulada y que, por las trazas, parece haber sido artista. La historia se complica y las habladurías crecen de tal modo, que Mrs. Bantry pide ayuda a su buena amiga Jane Marple para que investigue el caso y limpie el buen nombre de su marido.